# Comuna Velîki Hrîbovîci, Jovkva
Velîki Hrîbovîci (în ucraineană Великі Грибовичі) este o comună în raionul Jovkva, regiunea Liov, Ucraina, formată din satele Mali Hrîbovîci, Velîki Hrîbovîci (reședința) și Zbîranka.

## Demografie
Componența lingvistică a comunei Velîki Hrîbovîci
     Ucraineană (99,74%)
     Alte limbi (0,25%)
Conform recensământului din 2001, majoritatea populației comunei Velîki Hrîbovîci era vorbitoare de ucraineană (99,74%), existând în minoritate și vorbitori de alte limbi.